# Jagdstaffel 52
La Königlich Preußische Jagdstaffel Nr 52 ou Jagdstaffel 52 est un « groupe de chasse » (c'est-à-dire un escadron de chasseurs) de la Luftstreitkräfte, la branche aérienne de l'Armée impériale allemande pendant la Première Guerre mondiale. Jasta est un acronyme formé par l'abréviation du mot allemand Jagdstaffel. L'unité totalise 42 victoires aériennes pendant la guerre, au prix de 8 de ses pilotes tués au combat, d'un tué dans un accident de vol, d'un blessé au combat et d'un prisonnier.

## Histoire
La Jasta 52 est fondée au sein du Flieger-Abteilung (détachement d'aviateurs) 7, à Brunswick, en Allemagne, le 27 décembre 1917. Elle devient opérationnelle le 9 janvier 1918. Le 14 janvier, elle est déplacée pour soutenir la 6e Armée. Le nouvel escadron effectue ses premières missions de combat le 30 janvier. Paul Billik remporte les premières victoires aériennes de l'unité le 9 mars 1918, et remporte environ la moitié des victoires de l'unité avant d'être abattu et fait prisonnier le 10 août 1918. La Jasta 52 soutient la 6e Armée jusqu'à la fin de la guerre.

## Liste des commandants (Staffelführer)
- Leutnant Paul Billik : 27 décembre 1917 - 10 août 1918[1].
- Oberleutnant Berendonck : 10 août 1918 - novembre 1918[1].

## Liste des bases d'opérations
- Pecq, Belgique : 14 janvier 1918
- Bersée, France
- Provin, France
- Gondecourt, France
- Auchy, France
- Tourpes, Belgique
- Hove, Belgique[1]

## Membres célèbres
- Paul Billik[1]
- Hermann Juhnke (en)[1]
- Marat Schumm[2]